# باشگاه انتقام‌جویان
باشگاه انتقام‌جویان (انگلیسی: Avengers Social Club؛‏ کره‌ای: 부암동 복수자들) یک مجموعه تلویزیونی محصول کره جنوبی در سال ۲۰۱۷ با بازی لی یو وون، را می ران، میونگ سه بین و لی جون یونگ است. این مجموعه اثر اقتباسی از وب‌تون باشگاه انتقام‌جویان بوام‌دونگ است که به صورت سریالی‌شده از سال ۲۰۱۴ تا ۲۰۱۶ در داوم منتشر شد. باشگاه انتقام‌جویان از ۱۱ اکتبر تا ۱۶ نوامبر ۲۰۱۷، روزهای چهارشنبه و پنجشنبه ساعت ۲۱:۳۰ (کی‌اس‌تی) از تی‌وی‌ان پخش شد.

## بازیگران

### اصلی
- لی یو وون در نقش کیم جونگ هه
- را می ران در نقش هونگ دو هی
- میونگ سه بین در نقش لی می سوک
- لی جون یونگ در نقش لی سو گیوم

## جوایز و نامزدی‌ها
| سال  | مراسم جوایز                            | دسته                      | گیرنده    | نتیجه    | منابع |
| ---- | -------------------------------------- | ------------------------- | --------- | -------- | ----- |
| ۲۰۱۸ | پنجاه و چهارمین دوره جوایز هنری بکسانگ | بهترین بازیگر نقش مکمل زن | را می ران | نامزدشده | [ ۱ ] |